# Championnats du monde de karaté 2004
Navigation
Édition précédente Édition suivante
Les championnats du monde de karaté 2004 ont eu lieu en 2004 à Monterrey, au Mexique. Il s'agissait de la dix-septième édition des championnats du monde de karaté senior. Au tableau des médailles, la France remporte le plus de médailles mais c'est le Japon qui obtient le plus de médailles d'or.

## Résultats

### Épreuves individuelles

#### Kata
| Rang | Pays      | Karatéka          |
| ---- | --------- | ----------------- |
| 1    | Italie    | Luca Valdesi      |
| 2    | Pérou     | Akio Tamashiro    |
| 3    | Venezuela | Antonio José Díaz |
| 3    | Canada    | Toshihide Uchiage |

| Rang | Pays      | Karatéka          |
| ---- | --------- | ----------------- |
| 1    | Japon     | Atsuko Wakai      |
| 2    | France    | Myriam Szkudlarek |
| 3    | Brésil    | Alessandra Caribe |
| 3    | Venezuela | Yohana Sánchez    |

#### Kumite

##### Kumitemasculin
| Rang | Pays       | Karatéka            |
| ---- | ---------- | ------------------- |
| 1    | Angleterre | Paul Newby          |
| 2    | Iran       | Hossein Rouhani     |
| 3    | Russie     | Yuriy Kalashnikov   |
| 3    | Espagne    | David Luque Camacho |

| Rang | Pays      | Karatéka           |
| ---- | --------- | ------------------ |
| 1    | Venezuela | Luis Plumacher     |
| 2    | Hongrie   | Adam Kovács        |
| 3    | France    | Alexandre Biamonti |
| 3    | Argentine | Lucio Martínez     |

| Rang | Pays               | Karatéka                    |
| ---- | ------------------ | --------------------------- |
| 1    | Japon              | Shinji Nagaki               |
| 2    | Bosnie-Herzégovine | Mensur Cakić                |
| 3    | Russie             | Sayguidmagomed Shakhrudinov |
| 3    | Espagne            | Oscar Vázquez Martins       |

| Rang | Pays      | Karatéka                  |
| ---- | --------- | ------------------------- |
| 1    | Espagne   | Davíd Santana Vega        |
| 2    | Grèce     | Konstantinos Papadopoulos |
| 3    | Slovaquie | Klaudio Farmadin          |
| 3    | Turquie   | Yavuz Karamollaoglu       |

| Rang | Pays       | Karatéka         |
| ---- | ---------- | ---------------- |
| 1    | Turquie    | Zeynel Celik     |
| 2    | Pays-Bas   | Daniel Sabanovic |
| 3    | France     | Yann Baillon     |
| 3    | États-Unis | John Fonseca     |

| Rang | Pays       | Karatéka           |
| ---- | ---------- | ------------------ |
| 1    | Russie     | Aleksandr Guerunov |
| 2    | Angleterre | Leon Walters       |
| 3    | Danemark   | Thomas Bjuring     |
| 3    | Croatie    | Alen Zamlic        |

| Rang | Pays       | Karatéka           |
| ---- | ---------- | ------------------ |
| 1    | Angleterre | Rory Daniels       |
| 2    | France     | Seydina Balde      |
| 3    | Iran       | Mehran Behnamfar   |
| 3    | Italie     | Stefano Maniscalco |

##### Kumiteféminin
| Rang | Pays       | Karatéka                          |
| ---- | ---------- | --------------------------------- |
| 1    | Japon      | Tomoko Araga                      |
| 2    | Guatemala  | Cheili Carolina González Castillo |
| 3    | Allemagne  | Kora Knuehmann                    |
| 3    | États-Unis | Shannon Nishi                     |

| Rang | Pays      | Karatéka                |
| ---- | --------- | ----------------------- |
| 1    | Mexique   | Yadira Lira Navarro     |
| 2    | France    | Nathalie Leroy          |
| 3    | Espagne   | Noelia Fernández Alonso |
| 3    | Allemagne | Alexandra Kurtz         |

| Rang | Pays       | Karatéka         |
| ---- | ---------- | ---------------- |
| 1    | États-Unis | Elisa Au         |
| 2    | Pays-Bas   | Vanesca Nortan   |
| 3    | France     | Laurence Fischer |
| 3    | Hongrie    | Zsuzsanna Klima  |

| Rang | Pays       | Karatéka        |
| ---- | ---------- | --------------- |
| 1    | États-Unis | Elisa Au        |
| 2    | Allemagne  | Nadine Ziemer   |
| 3    | Hongrie    | Zsuzsanna Klima |
| 3    | Pays-Bas   | Vanesca Nortan  |

### Épreuves par équipes

#### Kata
| Rang | Pays    | Karatékas               |
| ---- | ------- | ----------------------- |
| 1    | Italie  | Luca Valdesi, notamment |
| 2    | Japon   |                         |
| 3    | France  | Yann Baillon, notamment |
| 3    | Mexique |                         |

| Rang | Pays    | Karatékas                  |
| ---- | ------- | -------------------------- |
| 1    | Japon   |                            |
| 2    | France  | Lætitia Guesnel, notamment |
| 3    | Brésil  |                            |
| 3    | Espagne |                            |

#### Kumite
| Rang | Pays    | Karatékas                                                   |
| ---- | ------- | ----------------------------------------------------------- |
| 1    | France  |                                                             |
| 2    | Espagne | Davíd Santana Vega, notamment                               |
| 3    | Italie  | Giuseppe di Domenico, Salvatore Loria et Stefano Maniscalco |
| 3    | Russie  |                                                             |

| Rang | Pays      |
| ---- | --------- |
| 1    | Turquie   |
| 2    | Espagne   |
| 3    | Allemagne |
| 3    | France    |

## Tableau des médailles
Au total, 24 pays ont remporté au moins une médaille, et 10 parmi eux au moins une médaille d'or, notamment le pays hôte.
| Tableau des médailles |                    |    |        |        |       |
| Rang                  | Pays               | Or | Argent | Bronze | Total |
| 1                     | Japon              | 4  | 1      | 0      | 5     |
| 2                     | Angleterre         | 2  | 1      | 0      | 3     |
| 3                     | États-Unis         | 2  | 0      | 2      | 4     |
| 3                     | Italie             | 2  | 0      | 2      | 4     |
| 5                     | Turquie            | 2  | 0      | 1      | 3     |
| 6                     | France             | 1  | 4      | 5      | 10    |
| 7                     | Espagne            | 1  | 2      | 4      | 7     |
| 8                     | Russie             | 1  | 0      | 3      | 4     |
| 9                     | Venezuela          | 1  | 0      | 2      | 3     |
| 10                    | Mexique            | 1  | 0      | 1      | 2     |
| 11                    | Pays-Bas           | 0  | 2      | 1      | 3     |
| 12                    | Allemagne          | 0  | 1      | 3      | 4     |
| 12                    | Hongrie            | 0  | 1      | 2      | 3     |
| 14                    | Iran               | 0  | 1      | 1      | 2     |
| 15                    | Bosnie-Herzégovine | 0  | 1      | 0      | 1     |
| 15                    | Grèce              | 0  | 1      | 0      | 1     |
| 15                    | Guatemala          | 0  | 1      | 0      | 1     |
| 15                    | Pérou              | 0  | 1      | 0      | 1     |
| 19                    | Brésil             | 0  | 0      | 2      | 2     |
| 20                    | Argentine          | 0  | 0      | 1      | 1     |
| 20                    | Canada             | 0  | 0      | 1      | 1     |
| 20                    | Croatie            | 0  | 0      | 1      | 1     |
| 20                    | Danemark           | 0  | 0      | 1      | 1     |
| 20                    | Slovaquie          | 0  | 0      | 1      | 1     |